# Forenza
Forenza är en ort och kommun i provinsen Potenza i regionen Basilicata i Italien. Kommunen hade 2 018 invånare (2017).